# Licata
Licata település Olaszországban, Szicília régióban, Agrigento megyében. Lakosainak száma 34 287 fő (2023. január 1.). Licata Camastra, Naro, Palma di Montechiaro, Butera, Campobello di Licata és Ravanusa községekkel határos. 2016. december 31-én 37,407 lakosa volt. Lakói főként a mezőgazdaságban és az iparban, valamint a szolgáltatóiparban és a turizmusban dolgoznak. Szomszédos közösségek: Butera (CL), Camastra, Campobello di Licata, Naro, Palma di Montechiaro és Ravanusa.

## Fekvése
Licata 47 kilométerrel délkeletre fekszik Agrigento partjától.

## Története

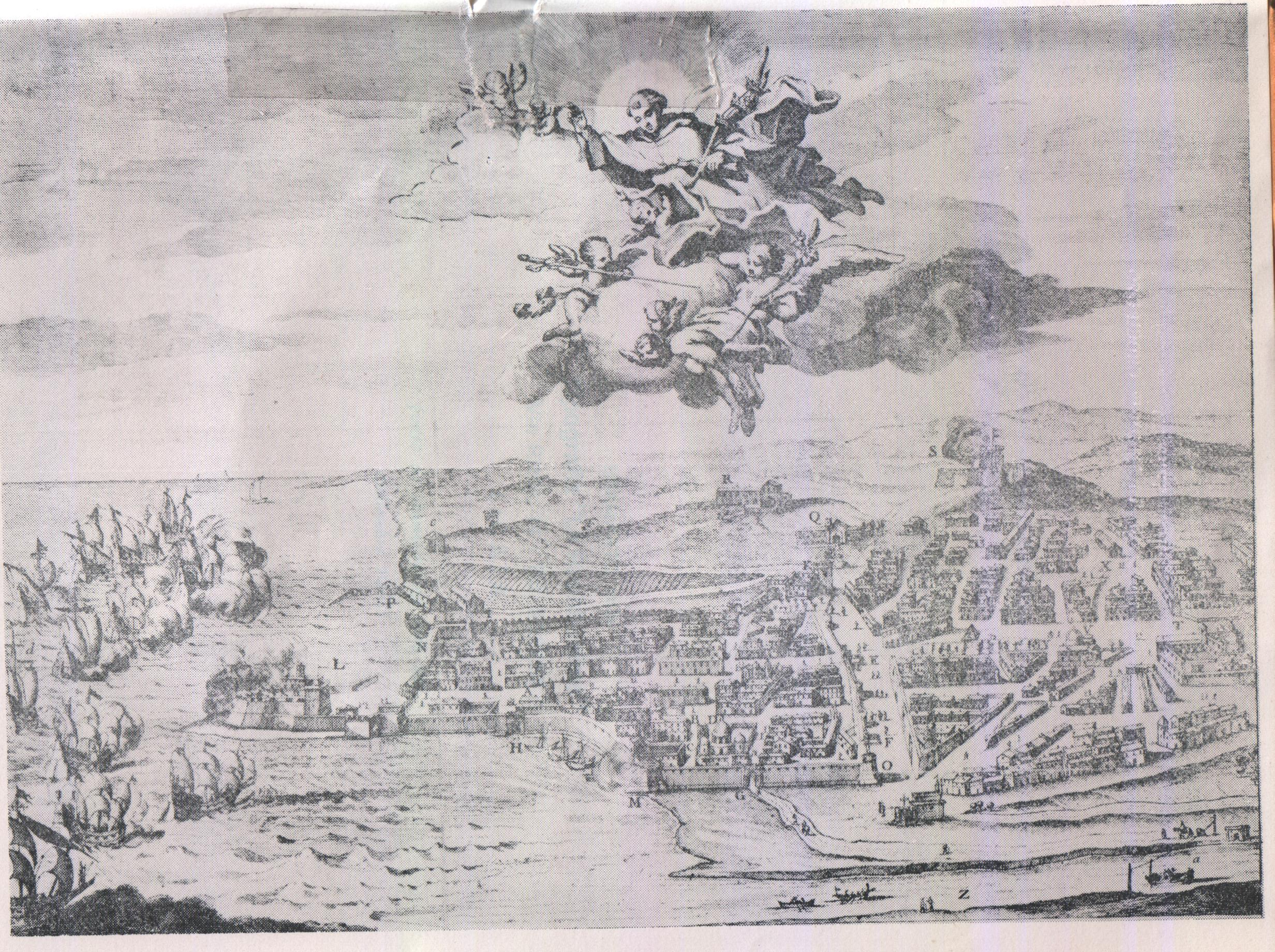

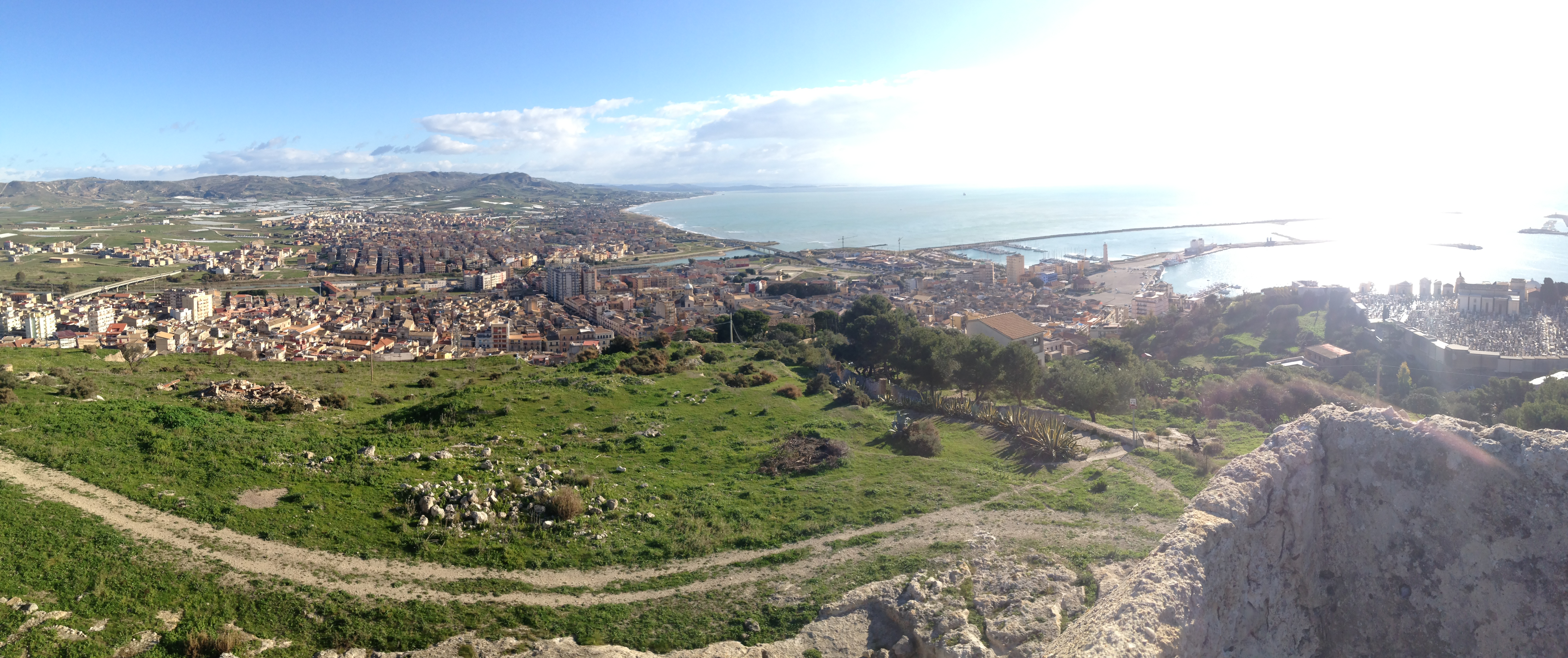
Licata látképe

Licata területe már a paleolitikumban lakott volt. I.e. 280 körül Akrajas Phintias itt telepedett le az akkoriban elpusztult Gela város lakóival, és megalapította "Phintiades" várost.  Az 1. század végének adatai, a feliratok és az érmék azonban azt mutatják, hogy a lakosok egy ideig megtartották régi városuk Gela nevét.
A rómaiak alatt egy kikötő is épült itt, amely a várost fontos kereskedelmi tette, egyúttal a búza-kereskedelem központjává is vált. 
A várost 1553-ban a törökök kifosztották. Újra felépült, és északnyugatra terjeszkedett.
Bár Licata ma már túlnyomórészt ipari és kereskedelmi város, néhány látnivalót azért kínál:

## Nevezetességek
- Szent Ferenc templom és ferences kolostor -  a 16. században épült.
- San Domenico templom a 17. századból való. A templomban található festményt, Filippo Paladini készítette.
- Carmine templom és karmelita kolostor a 18. századból való, Giovanni Biagio Amico tervei szerint épült.
- Piazza Progresso- itt található Ernesto Basile műve, szecessziós stílusú Palazzo di Città.
- Régészeti Múzeum – az egykori Licata-ciszterci apátságban, benne a görög korszakból, a középkorból és a17.-18. századból való kiállításokkal.

- Erőd – A Sant'Angelo-hegy tetején egy 17. századi toronnyal rendelkező vár, az erődítés alatt áll Santa Maria La Vetere temploma.
- Fort Falconara – egy 15. századi vár, körülbelül 20 kilométerre nyugatra van Gela és Licata között, közvetlenül a tengerparton.

## Itt születtek, itt éltek
- Angelo Italia (1628-1701), barokk építész
- Vincenzo Antonio Gibaldi (1903-1936), olasz-amerikai gengszter
- Rosa Balistreri (1927-1990), népdalénekes
- Pietro Grasso (* 1945), ügyvéd és politikus
- Lara Cardella (született 1969), író

## Galéria

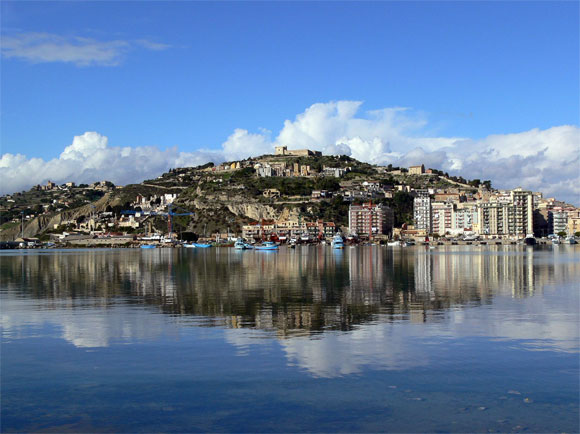
Licata panorámája
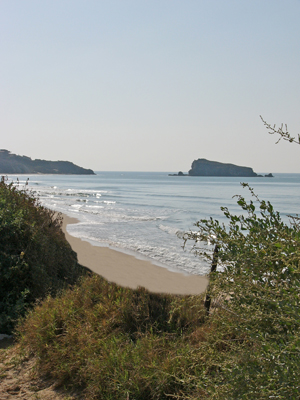
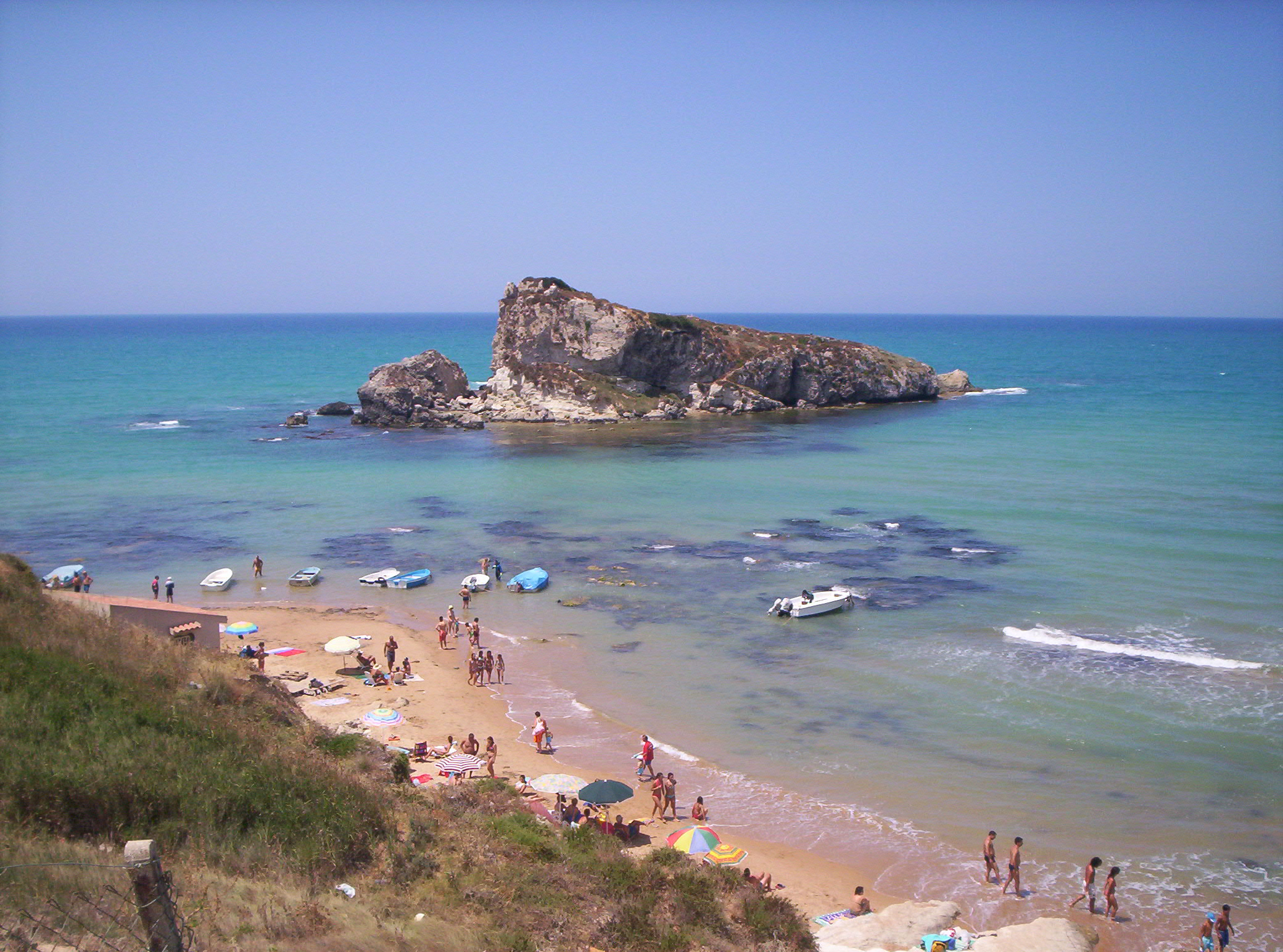
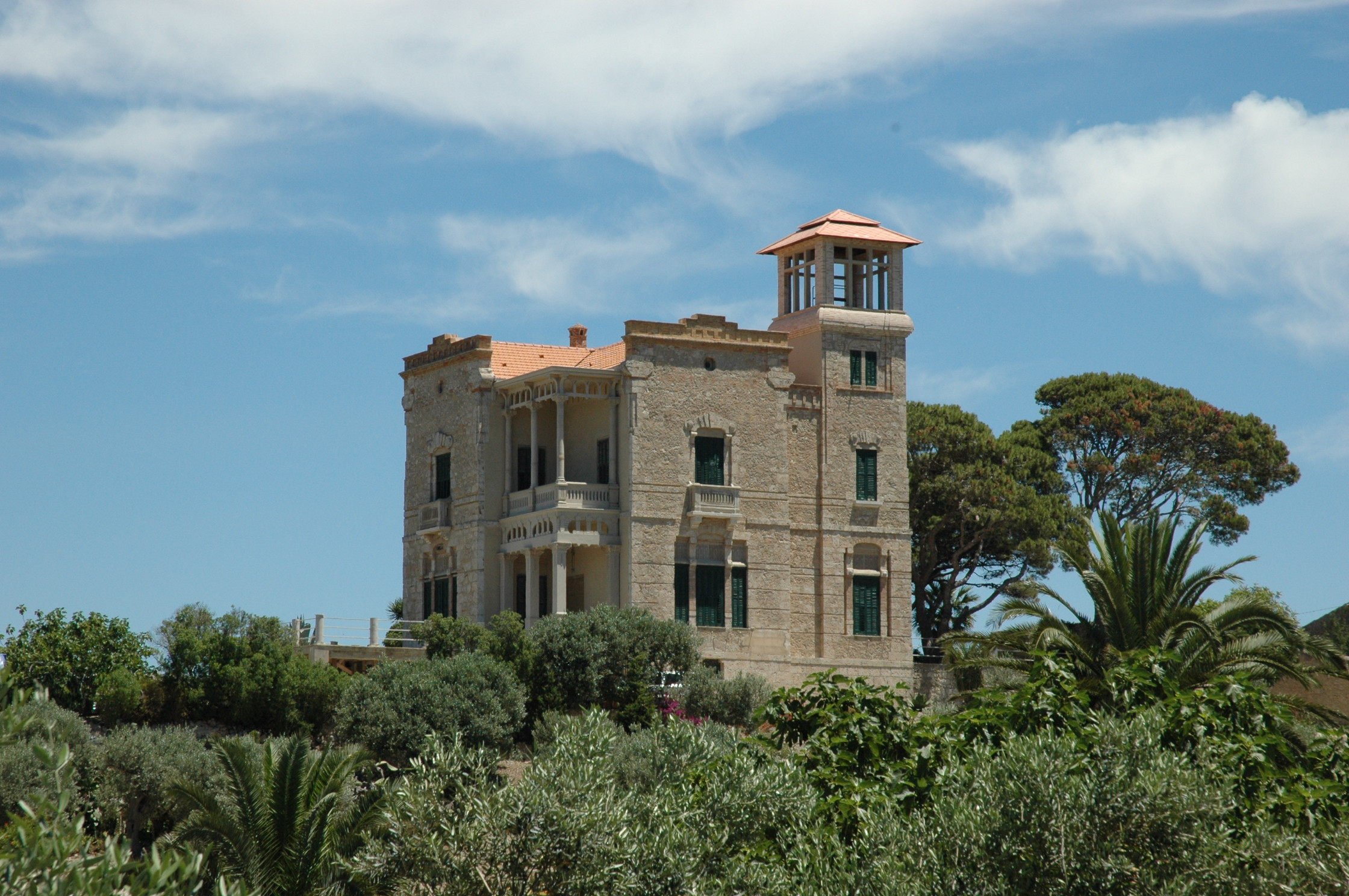
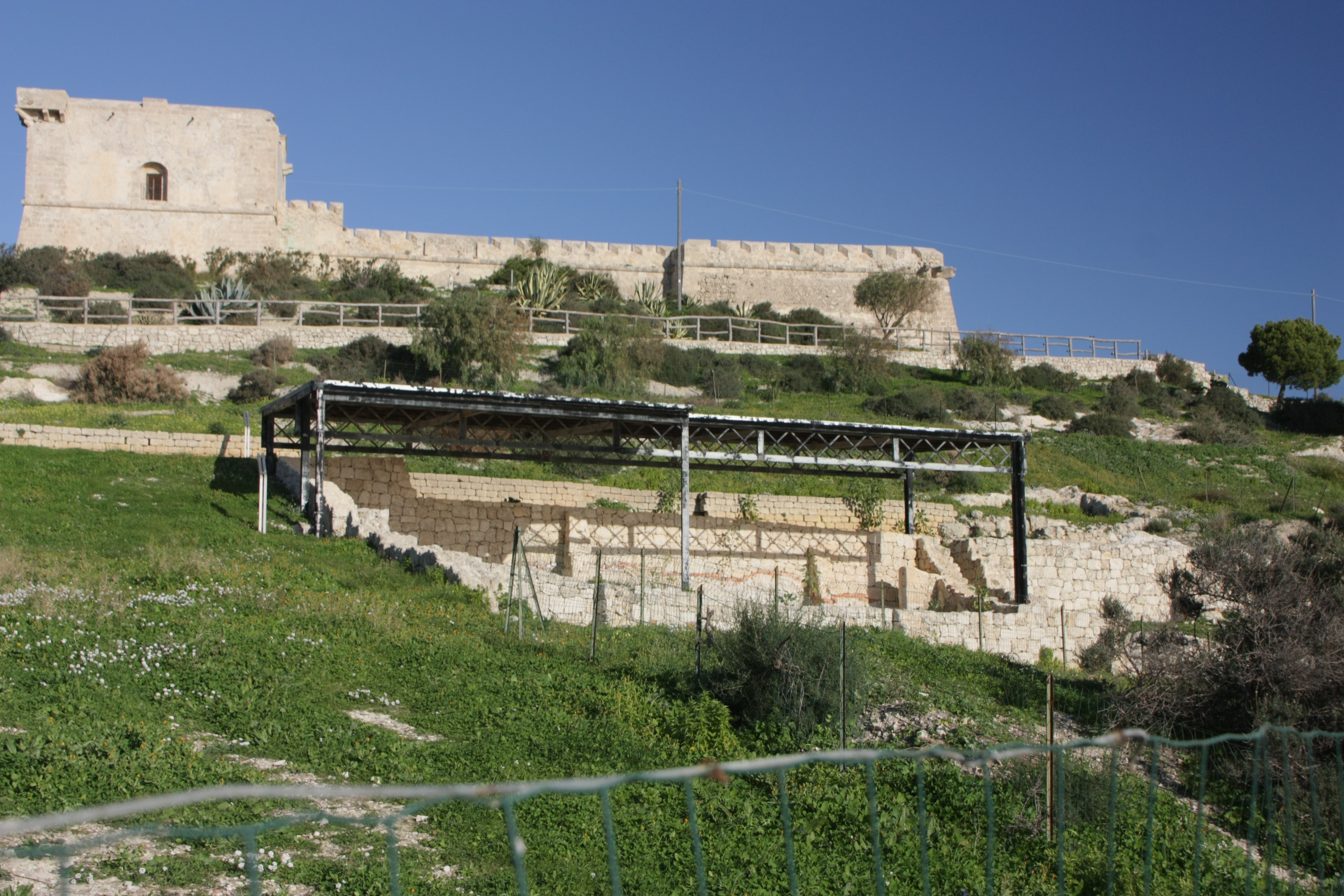
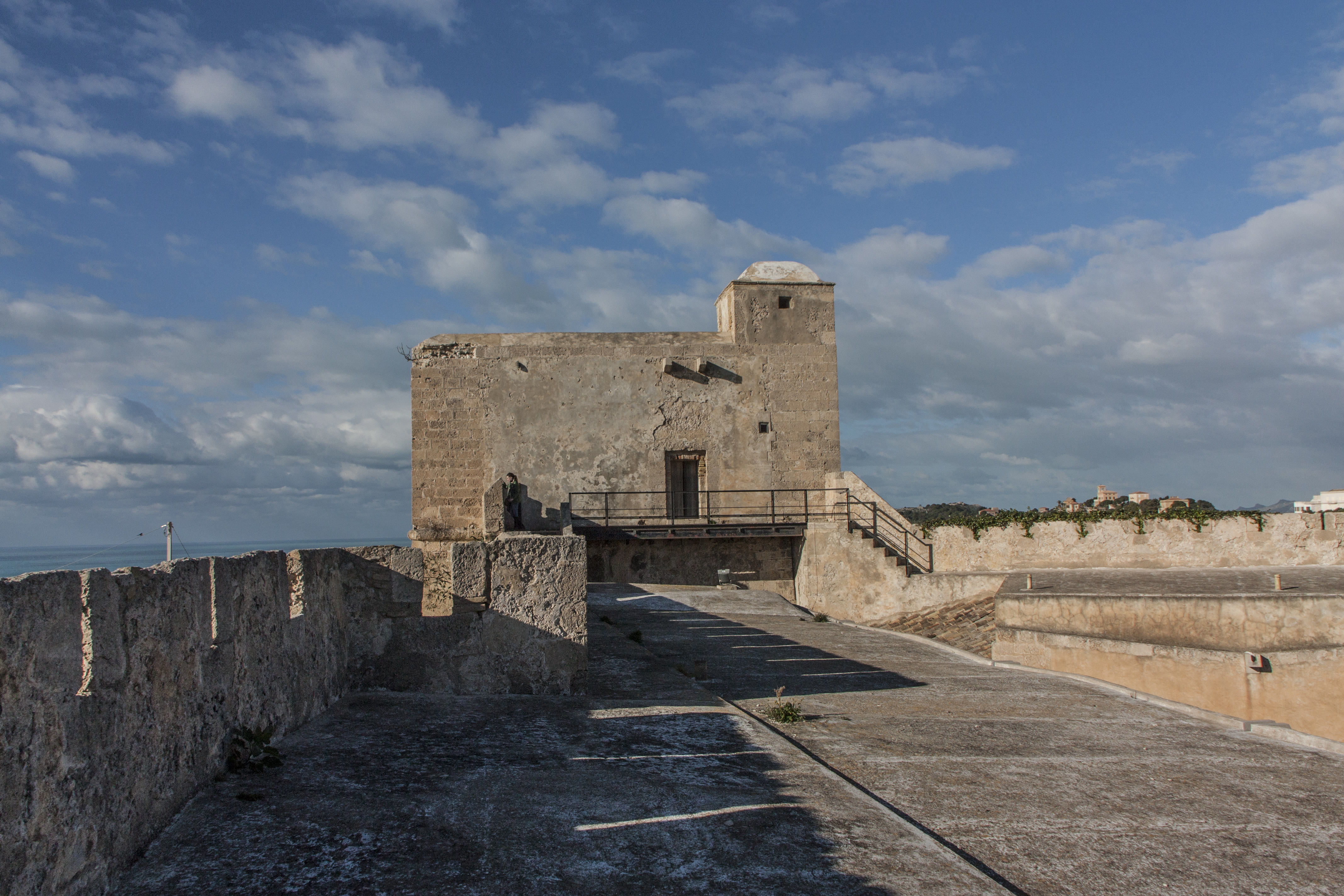
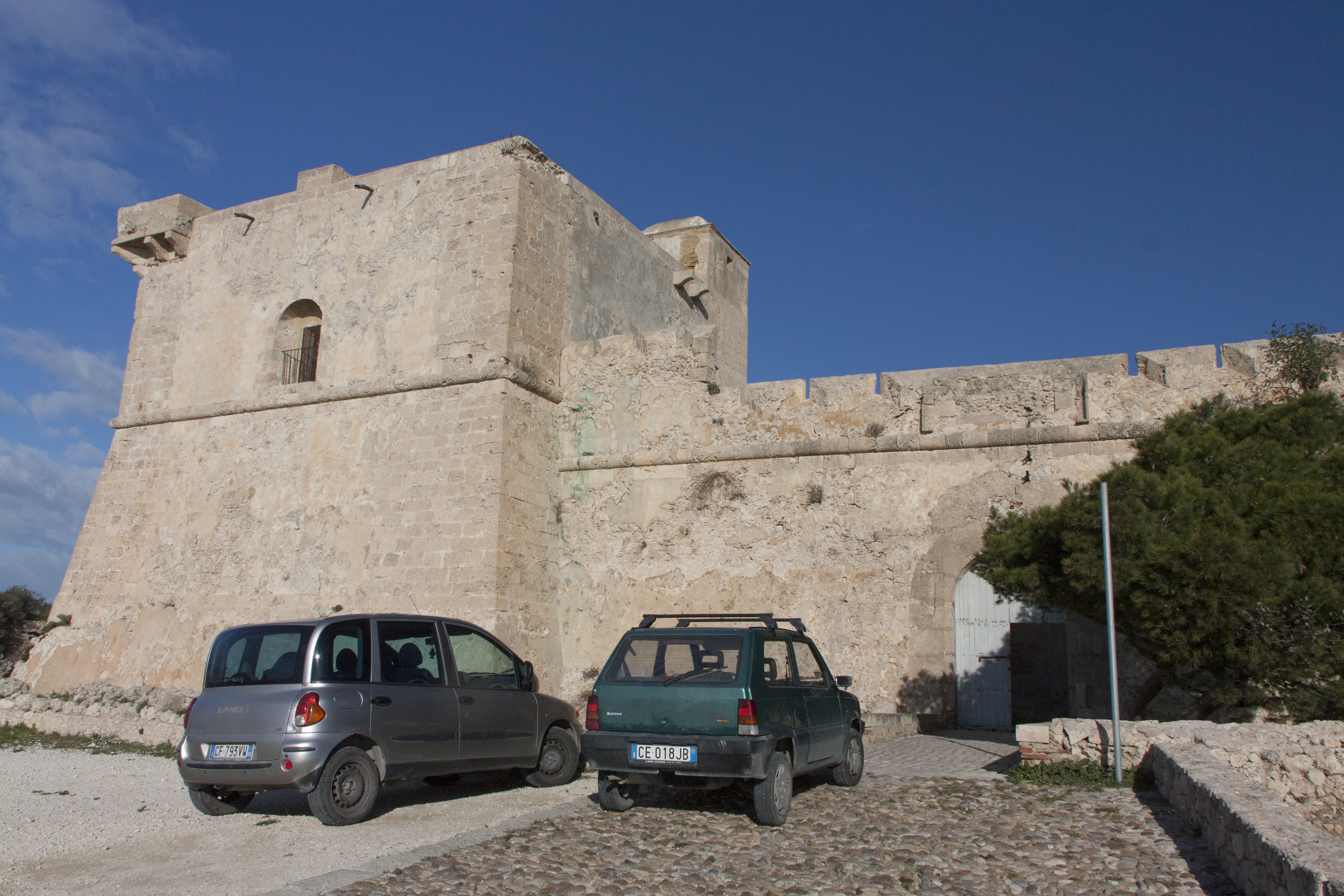
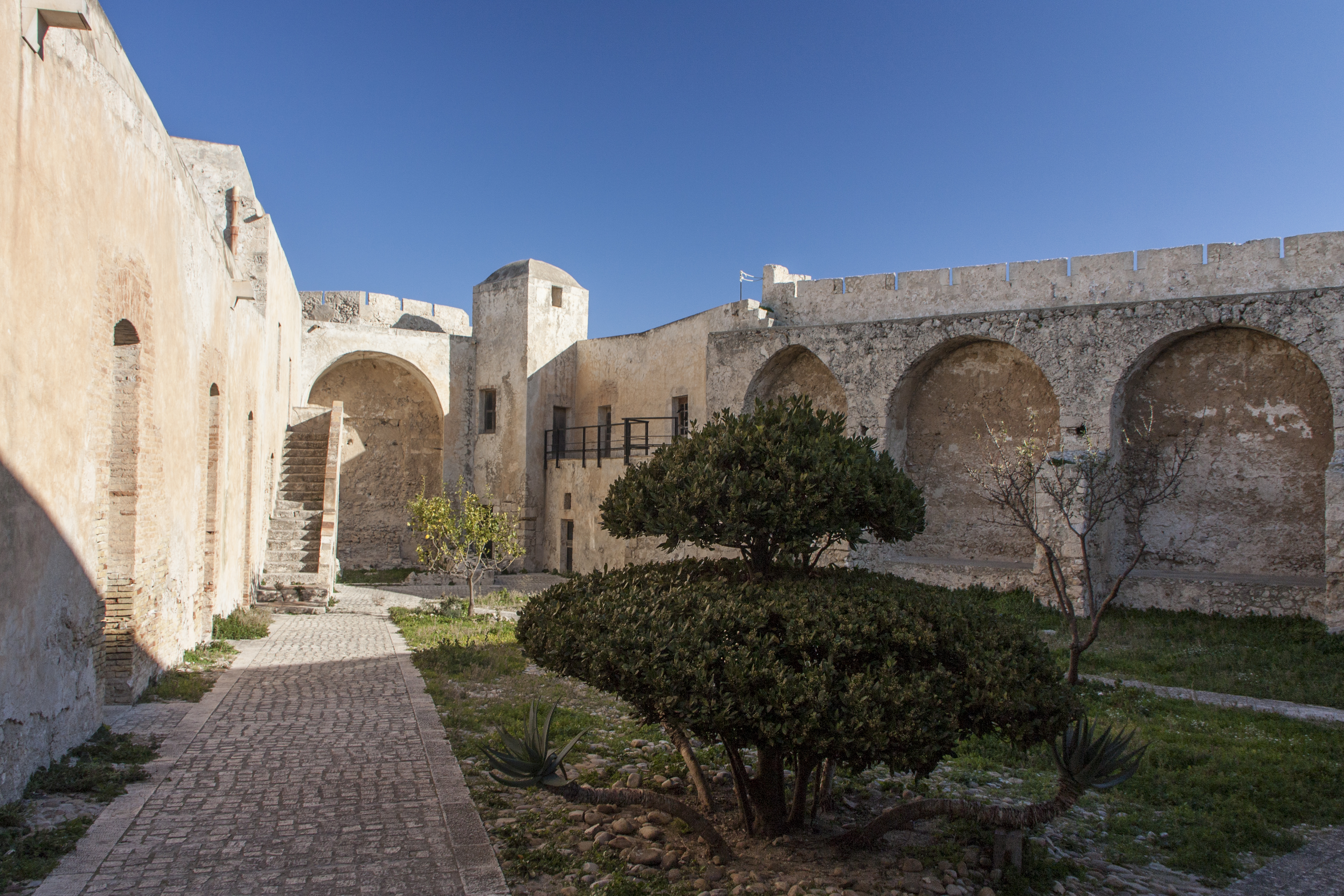
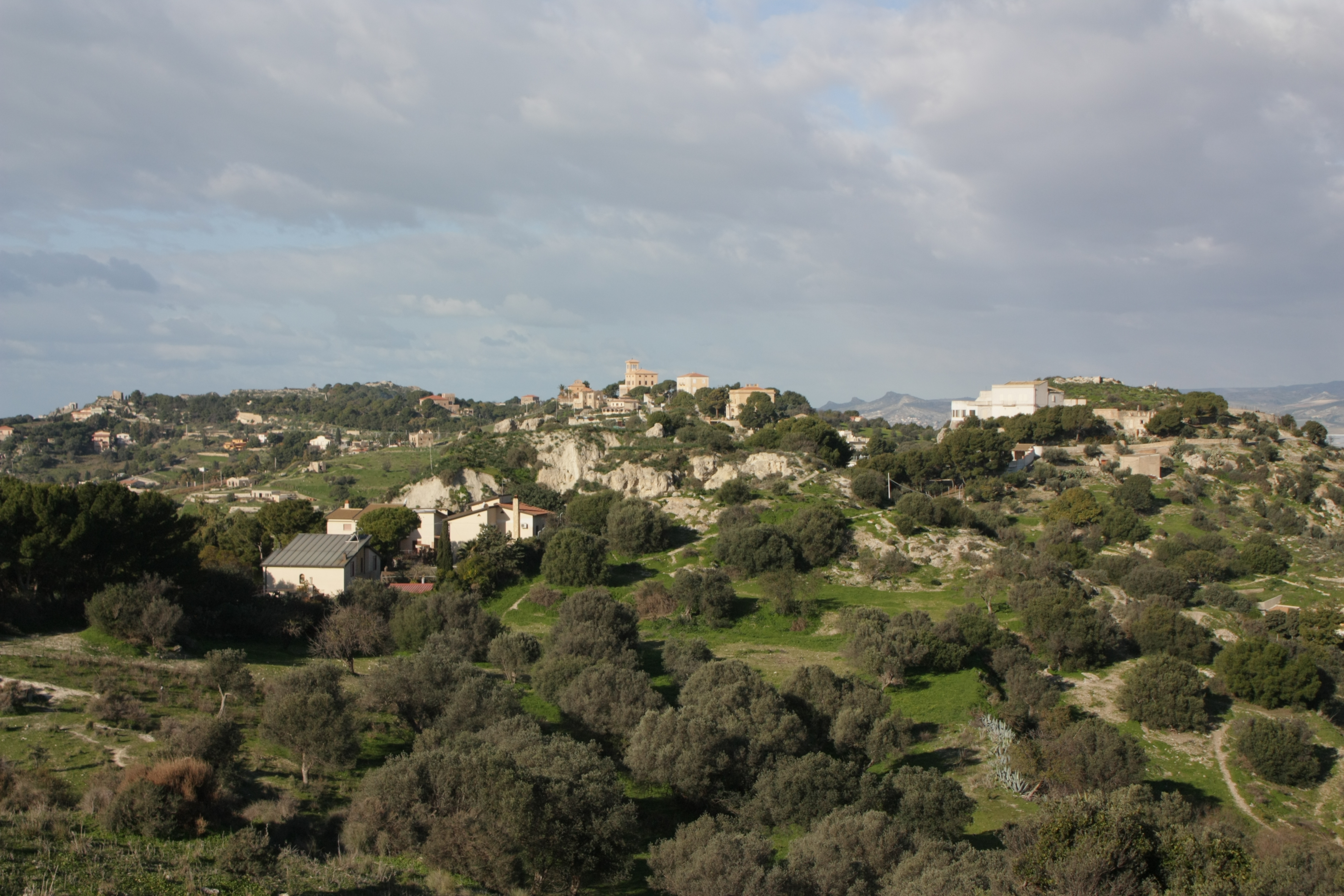
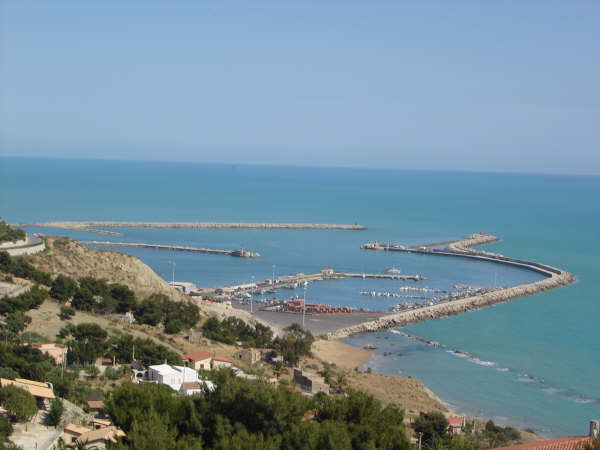

## Népesség
A település lakossága az elmúlt években az alábbi módon változott:
| Lakosok száma | 37 407 | 37 008 | 34 287 |
|               | 2017   | 2018   | 2023   |